# Медіна (Теннессі)
Медіна (англ. Medina) — місто (англ. city) в США, в окрузі Ґібсон штату Теннессі. Населення — 5126 осіб (2020).

## Географія
Медіна розташована за координатами 35°48′21″ пн. ш. 88°46′44″ зх. д. / 35.80583° пн. ш. 88.77889° зх. д. (35.805826, -88.778816).  За даними Бюро перепису населення США в 2010 році місто мало площу 8,21 км², з яких 8,16 км² — суходіл та 0,06 км² — водойми. В 2017 році площа становила 10,20 км², з яких 10,14 км² — суходіл та 0,06 км² — водойми.

## Демографія
Згідно з переписом 2010 року, у місті мешкало 3479 осіб у 1202 домогосподарствах у складі 961 родини. Густота населення становила 424 особи/км².  Було 1298 помешкань (158/км²).
Расовий склад населення:
| - 91,5 % — білих - 5,1 % — чорних або афроамериканців - 0,3 % — азіатів - 0,1 % — корінних американців - 1,8 % — осіб інших рас |

До двох чи більше рас належало 1,2 %. Частка іспаномовних становила 3,0 % від усіх жителів.
За віковим діапазоном населення розподілялося таким чином: 36,2 % — особи молодші 18 років, 58,0 % — особи у віці 18—64 років, 5,8 % — особи у віці 65 років та старші. Медіана віку мешканця становила 29,8 року. На 100 осіб жіночої статі у місті припадало 91,5 чоловіків;  на 100 жінок у віці від 18 років та старших — 85,4 чоловіків також старших 18 років.
Середній дохід на одне домашнє господарство  становив 72 740 доларів США (медіана — 64 818), а середній дохід на одну сім'ю — 80 992 долари (медіана — 72 770). За межею бідності перебувало 7,5 % осіб, у тому числі 8,8 % дітей у віці до 18 років та 6,8 % осіб у віці 65 років та старших.
Цивільне працевлаштоване населення становило 1835 осіб. Основні галузі зайнятості: освіта, охорона здоров'я та соціальна допомога — 23,7 %, виробництво — 17,2 %, роздрібна торгівля — 10,4 %, мистецтво, розваги та відпочинок — 10,0 %.